# Верещинські

варіант гербу Корчак

Верещинські — руський боярський, потім шляхетський рід гербу Корчак. Був представлений в Холмщині. Початково — православні, потім деякі представники стали переходити на латинський обряд.

## Відомі представники
- Федір, дружина — Сосновська із Соновиць гербу Наленч
  - Андрій, став католиком, брав участь в битві під Обертином 1531; дружина — Пароська
    - Йосиф Верещинський — церковний та суспільно-політичний діяч Речі Посполитої. Римо-католицький проповідник і публіцист, мислитель-гуманіст, письменник. Київський єпископ РКЦ (1592–1598). Доктор теології. Представник шляхетського роду Верещинських гербу Корчак. Уродженець Холмщини. Автор ідеї перетворення Війська Запорозького на лицарський орден для оборони України від татар і турків.
    - Зигмунт
      - Ян
      - Станіслав

- Авраам (Абрагам) — комісар Сейму 1647 року щодо розмежування кордону з Угорщиною
- Вікторин — пробощ кост. Божого Тіла (Краків)
- Войцех — ловчий житомирський
- Вікторин — стольник красноставський, суддя гродський холмський, дружина — Зофія Куніцька, ловчанка холмська

- Йосиф — посесор Упитського староства[1]